# Ludwik von Queden
Ludwik von Queden, także Lodevicus von Quedin provisor (urodz. ?, zm. po 1251) – wicemistrz krajowy Prus w latach 1250–1251.

## Życiorys
Nie wiadomo skąd pochodził Ludwik von Queden. Jego przydomek „von Queden” określa tylko i wyłącznie jego powiązanie z Kwidzynem, którego w pewnym okresie był zarządcą.
Ludwik był jednym z pierwszych rycerzy zakonu krzyżackiego przybyłych na teren Prus. W źródłach pojawia się on w roku 1232, w dokumencie lokacyjnym Chełmna i Torunia. Występuje tam jako prowizor kwidzyńskiego grodu. Niewiele wiadomo też o późniejszej karierze Ludwika von Queden. Pewne jest, ze przebywał on w prowincji pruskiej do 1251 roku oraz że podczas nieobecności w Prusach mistrza krajowego Dytryka von Grüningena, przez ponad rok pełnił funkcję zastępcy mistrza krajowego.